# 周夢暘
周夢暘（1547年—？），字啓明，湖廣襄陽府南漳縣人，民籍，明朝政治人物。

## 生平
萬曆元年（1573年）癸酉科湖廣鄉試第五十四名，萬曆二年（1574年）聯捷會試第一百六十五名，登甲戌科進士第三甲第八十九名。授漢中府推官，歷官工部员外郎，萬曆十三年（1585年）与刑部主事熊敦朴一起主考貴州乡试，升工部郎中，十六年三月升浙江副使，调河南副使，十九年七月升山东右参政。乞归侍母。

## 家族
曾祖父周禰；祖父周于德；父周可學。嫡母蕭氏；生母王氏。慈侍下。弟夢吉。